# Philip Davis (homme d'État)
Pour les articles homonymes, voir Philip Davis et Davis.
Philip Brave Davis, né le 7 juin 1951 à Nassau, est un homme d'État bahaméen.
Vice-Premier ministre de Perry Christie de 2012 à 2017, il lui succède en tant que chef du Parti libéral progressiste (PLP) et devient Premier ministre des Bahamas après la victoire de son parti aux élections législatives de 2021.

## Biographie

### Jeunesse
Philip Davis naît le 7 juin 1951 à Nassau. Il est l'aîné des huit enfants de Brave Edward Davis, pompier, et de Dorothy Davis (née Smith), employée de maison. Philip Davis passe son enfance chez ses grands-parents à Cat Island, où il fréquente la Old Bight All Age School. De retour à Nassau, il poursuit ses études dans les Eastern Schools et sort diplômé du St John's College. Issu d'une famille pauvre, Philip Davis occupe plusieurs petits boulots dès l'âge de 7 ans pour aider ses parents.

### Vie privée
Philip Davis est marié à Ann Marie Davis, militante pour les droits des femmes et trésorière de la Bahamas Humane Society. Ils ont six enfants et sont anglicans pratiquants à St. Christopher's.

### Carrière professionnelle
Après avoir obtenu son baccalauréat, Philip Davis travaille dans le bâtiment avant de décrocher un emploi chez Barclays. Il y reste peu de temps, ses supérieurs l'encourageant à poursuivre des études de droit. Il devient ensuite stagiaire chez Wallace-Whitfield & Barnwell et termine ses études de droit en trois ans. En 1975, Philip Davis est admis au barreau des Bahamas, où il exerce durant deux mandats en tant que vice-président et un en tant que président de l'association du barreau des Bahamas. Il est enfin nommé magistrat. Il a également siégé au Conseil d'études juridiques de la CARICOM.
Sa fortune s'élève en 2021 à 3 millions d'euros.

### Débuts en politique
Philip Davis s'engage au Parti libéral progressiste à l'occasion de la campagne des élections législatives de 1967. Il est élu pour la première fois comme député pour la circonscription de Cat Island, Rum Cay et San Salvador, lors d'une élection partielle, en 1992. Après avoir perdu son siège en 1997, il est réélu en 2002, 2007, 2012, 2017 et 2021.
En 2009, il est nommé vice-chef du Parti libéral progressiste par le chef du parti, Perry Christie. À la suite de la victoire du PLP aux élections législatives de 2012, il devient vice-Premier ministre des Bahamas, et ministre des Travaux publics et du Développement urbain, fonctions qu'il occupe jusqu'en 2017. Il devient membre du Conseil de la Reine en janvier 2015.
Après la défaite du PLP aux élections législatives de 2017, Philip Davis devient chef de l'opposition à l'Assemblée des Bahamas. Il est élu à la tête du Parti libéral progressiste lors du congrès du parti en octobre 2017.

### Premier ministre
Philip Davis mène le PLP à la victoire lors des élections législatives de 2021. Le 17 septembre 2021, il est nommé Premier ministre des Bahamas. Il occupe également le poste de ministre des Finances.
À la suite de la mort de la reine Élisabeth II, en septembre 2022, Philip Davis déclare que le gouvernement envisage d'organiser un référendum sur la possibilité que les Bahamas deviennent une république,.
Philip Davis prononce un discours remarqué lors de la conférence de Charm el-Cheikh sur les changements climatiques (COP 27), en novembre 2022, dans lequel il demande une réparation financière aux pays pollueurs face aux conséquences du réchauffement climatique dans les Caraïbes. Il déclare notamment : « Nous ne lâcherons pas, la facture doit être payée, et nous n’abandonnerons pas, parce que si nous le faisons, nous nous condamnons à finir en cimetière sous-marin ».
En janvier 2023, il accède à la présidence tournante de la Communauté caribéenne pour une durée de six mois,.